# Gòtic mediterrani

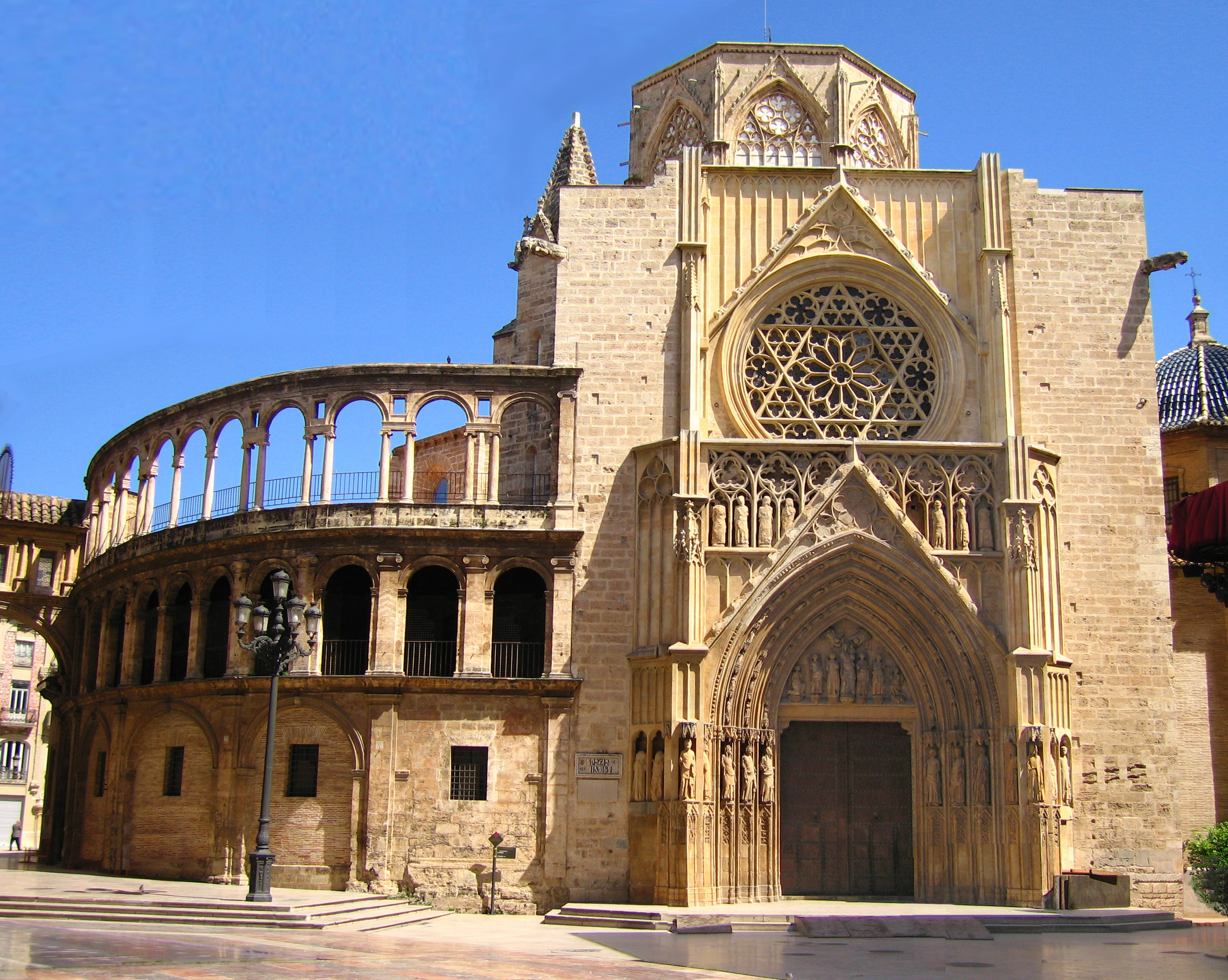
Catedral de València

El gòtic mediterrani és l'estil gòtic que trobem al sud de França i als territoris mediterranis de la Corona d'Aragó (Principat de Catalunya, Regne de València i Regne de Mallorca). Es diferencia del gòtic alemany o del francès en el fet que busca la màxima amplària de l'espai visible.
En son exemples la catedral de Girona, la catedral de Barcelona, la catedral de Tortosa, i l'església de Santa Maria del Mar de Barcelona. La catedral de Mallorca també n'és un exemple, encara que participa parcialment de la idea del gòtic francès.
Hi ha autors que també l'anomenen estil franciscà.